# Bob Weltlich
Bob Weltlich (5 novembre 1944) è un allenatore di pallacanestro statunitense.

## Carriera
Ha guidato gli Stati Uniti ai Campionati mondiali del 1982.